# Hemiberlesia zizyphi
Hemiberlesia zizyphi är en insektsart som först beskrevs av Hall 1929.  Hemiberlesia zizyphi ingår i släktet Hemiberlesia och familjen pansarsköldlöss.
Artens utbredningsområde är Zimbabwe. Inga underarter finns listade i Catalogue of Life.